# Mcallisterita
La mcallisterita es un mineral, borato hidratado de magnesio con hidroxilos, que fiue descrito como una nueva especie a partir de ejemplares procedentes de la prospección Mott, en el cañón de Twenty Mule Team, en el Valle de la Muerte, condado de Inyo, California (USA). El nombre es un homenaje a James Franklin McAllister, geólogo que encontró el material y realizó su estudio inicial

## Propiedades físicas y químicas
La mcallisterita es un hexaborato.  Generalmente aparece como agregados microcristalinos de color blanco o como eflorescencias, aunque en el yacimiento de  Tincalayu se han encontrado ocasionalmente cristales centimétricos que  están formados por la combinación  de  {0001}, {0112} y {1014}. Se disuelve en agua lentamente

## Yacimientos
La macllisterita es un mineral raro, conocido solamente en unas pocas localidades en el mundo, que puede encontrarse tanto de formación primaria como secundaria. En la localidad tipo aparece como microcristales, asociada a ginorita y a sassolita. En el mismo año, investigadores chinos lo encontraron en eflorescencias en un lago salado, proponiendo para el mineral el nombre de trigonomagneborita, que no fue aceptado al ser propuesto psoteriromente al de macallisterita. En la mina Tincalayu, en el departamento de Los Andes, Salta (Argentina) se encontraron grandes cristales romboédricos, de color ámbar, de un tamaño de hasta 12 mm, formando agregados que ocupaban el núcleo de nódulos de rivabavita.